# Motor OHV

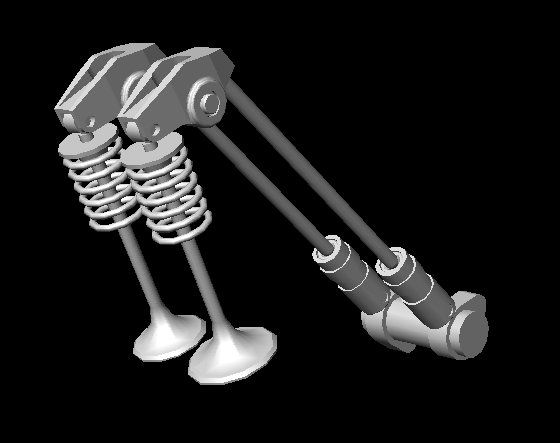
Accionament OHV de la distribució: s'aprecia l'arbre de lleves a la dreta, les varetes, els balancins (a dalt) i les vàlvules

Un motor OHV (de l'anglès Overhead valve, "vàlvules al cap" o "vàlvules a la culata"), anomenat també motor de varetes o de vàlvules aèries, és un sistema d'accionament de la distribució, per a motors de 4 temps (4T) tant Otto com Diesel en què les vàlvules estan a la culata però l'arbre de lleves en el bloc.

## Prestacions
- Sistema de fabricació molt senzill i, per tant, econòmic
- Va suposar un gran avenç al seu dia respecte als sistemes de vàlvules laterals SV, ja que va permetre reduir el volum de la cambra de combustió, elevant la compressió i, per tant, el rendiment termodinàmic
- Gran nombre de peces en moviment, amb les seves inèrcies, la qual cosa impedeix arribar a règims elevats.
- La forma de la cambra "en falca" obliga a situar la bugia en un lateral, afavorint l'aparició de la detonació.
- Es pot fabricar amb cambra hemisfèrica, però complica l'accionament de les varetes i els balancins.
- Sistema obligat per als dièsel 4T pel volum de cambra màxim. Posteriorment aquests han estat gairebé tots SOHC o fins i tot DOHC

## Història
Es va començar a fer servir des dels anys 10, en els motors d'alta gamma, i des dels anys 50 de manera massiva. Actualment no se'n dissenya cap, substituïts pels SOHC i els DOHC. Els que encara estan en producció, amb sistemes de gestió moderns, daten dels anys 70.
Exemples de motors OHV: 
- Motor del Fiat - SEAT 600 - 850 - 127 - 124
- Opel Corsa "A" OHV 1.0 i 1.2 i Opel Kadett A, B, C
- Ford Fiesta "València" 950, 1100 (1a generació)
- Renault tipus "C": Renault 8 -4-5-6-12, Renault Twingo), de 950, 1120, 1400 cc.